# Andrej Antonovič Grečko
Andrej Antonovič Grečko (rusko Андре́й Анто́нович Гречко́), sovjetski maršal in komunist, * 17. oktober (4. oktober, ruski koledar) 1903, vas Golodajevka, Ruski imperij, † 26. april 1976, Moskva, Sovjetska zveza.

## Življenje
Sodeloval je v ruski državljanski vojni. Med drugo svetovno vojno je bil poveljnik divizije, korpusa in armade. Od 1953 do 1957 je bil poveljnik sovjetskih oboroženih sil v Vzhodni Nemčiji; od 1957 do 1960 prvi namestnik obrambnega ministra in poveljnik kopenske vojske ZSSR. Od leta 1960 do 1967 je bil poveljnik združenih oboroženih sil Varšavskega pakta. Leta 1967 je bil imenovan za obrambnega ministra ZSSR. Leta 1973 je bil imenovan za člana politbiroja CK KPSZ.